# Hitomi Akano
Hitomi Akano (赤野 仁美, Akano Hitomi), née le 27 juillet 1974 à Osaka, est une pratiquante de MMA japonaise.

## Titres
- 2006 : championne Smackgirl dans la catégorie poids-moyens
- 2007 : champioone Smackgirl dans la catégorie poids-moyens